# The Civil Wars
The Civil Wars – nominowany do nagrody Grammy duet tekściarzy i piosenkarzy, w którego skład wchodzą Joy Williams oraz John Paul White. Oboje spotkali się podczas sesji tekściarskiej w Nashville, Tennessee, w 2008. Po nagraniu albumu z koncertu na żywo i EP-ki zawierającej cztery utwory, duo wydało w 2011 roku swój debiutancki album Barton Hollow.

## Historia

### 2008-2010:Początki
Williams i White spotkali się podczas sesji tekściarskiej w studiu muzycznym w Nashville, Tennessee w 2008 roku. Odwołując się do oficjalnej strony duetu, 8 kwietnia 2009 roku, nagrali swój występ w Eddie's Attic w Decatur, Georgia, by utworzyć potem album zatytułowany Live At Eddie's Attic, zawierający zapis ze wspomnianego koncertu. W listopadzie, zespół udostępniło cyfrowy album, wyprodukowany przez Charlie Peackocka, Poison & Wine, z którego tytułowa piosenka pojawiła się w telewizyjnym serialu Chirurdzy. W grudniu 2010 duo zostało wyróżnione w kolumnie „Best of What’s Next” magazynu Paste Magazine.

### Od 2011Barton Hollow
W 2011 The Civil Wars wystąpiło w wieczornym programie The Tonight Show with Jay Leno, na Sundance Film Festival oraz ASCAP's Music Cafe. Ich debiutancki album, Barton Hollow został wydany w tym samym roku, uzyskując pozycję 12 na liście Billboard 200 oraz numer 1 notowania Billboard Digital Albums, sprzedając się w nakładzie 25 tysięcy w ciągu pierwszego tygodnia, okupując tym samym pierwszą pozycję na liście iTunes przez 9 dni. The Civil Wars gościli podczas edycji radiowej NPR All Things Considered oraz pojawili się w The Los Angeles Times. Wystąpili również podczas A Prairie Home Companion, a ich teledysk do Barton Hollow został wyemitowany na VH1. Zostali nominowani na CMT Award w kategorii Video Roku Duetu, jak również pojawili się na okładce magazynu Pollstar. Duet pojawił się po raz drugi w programie The Tonight Show with Jay Leno w maju, otwierali północnoamerykańską trasę dla Adele, byli nominowani na rozdaniach nagród Americana Music Awards w kategorii duet/grupa roku oraz debiutant roku, wystąpili także w charytatywnym koncercie dla ofiar tornada w Alabamie, które miało miejsce w 2011 roku. W czerwcu, zostali okrzyknięci nową grupą dnia przez „The Guardian”. Latem 2011 duet wystąpił podczas emisji radiowej KCRW w Los Angeles, otwierali parę koncertów Emmylou Harris, oraz pojawili się na festiwalu Newport Folk Festival na wyspie Rodos. We wrześniu ponownie dołączyli do Adele, podczas jej trasy koncertowej po Wielkiej Brytanii, oraz otrzymali nominację na Country Music Association Awards, w kategorii wokalny duet roku. W październiku pojawili się w brytyjskim show telewizyjnym Later...Live, a ich album Barton Hollow zadebiutował na miejscu 22 na liście UK Download Chart, oraz na miejscu 54. notowania UK Albums Chart. Tego samego miesiąca duo pojawiło się w „The New York Times”, dało występ podczas programu Late Show with David Letterman oraz zagościło na łamach magazynu Interview Magazine. Duet pojawił się na okładce listopadowego wydania magazynu Nashville Scene, oraz byli temat konwersacji podczas radiowego talk show Sound Opinions. The Civil Wars wydało świąteczny singiel Tracks In The Snow na 10” białym winylu, a cyfrowa wersja O Come O Come Emmanue stała się Świątecznym Singlem Tygodnia na stronie iTunes. 30 listopada 2011 roku Barton Hollow otrzymał nominację do Grammy w kategorii najlepszy album folk oraz najlepszy występ country duetu/grupy. Liczne publikacje zauważyły, że The Civil Wars zostali zlekceważeni przez Grammy w kategorii najlepszy nowy artysta. W grudniu zespół wystąpił Grand Ole Opry's Ryman Auditorium, oraz nagrali piosenkę wraz z Taylor Swift oraz T Bone Burnett do filmu Igrzyska śmierci. Barton Hollow pojawił się na różnych zestawieniach najlepszych albumów 2011 roku, wliczając w to NPR Music, Paste, American Songwriter, Rough Trade, Amazon.com, Time Magazine, iTunes, Huffington Post, Associated Press, The Tennesseean, AllMusic.com oraz The Wall Street Journal. Entertainment Weekly, USA Today and Yahoo Music uznało duet jako najlepszych nowych artystów lub przełomowych artystów 2011 roku.
Duet został rozwiązany w 2014.

## Dyskografia

### Albumy
- Barton Hollow (2011)
- The Civil Wars (2013)